# راشل برونی
راشل برونی (ایتالیایی: Rachele Bruni؛ زادهٔ ۴ نوامبر ۱۹۹۰) ورزشکار ورزش شنا اهل ایتالیا است.
وی در مسابقات کشوری و بین‌المللی در مجموع برندهٔ ۸ مدال طلا، ۴ مدال نقره و ۳ مدال برنز شده‌است.